# Маринков, Мартин
Мартин Маринков (род. 7 июня 1990, София) — болгарский самбист и дзюдоист, боец смешанных единоборств, призёр первенств Болгарии по дзюдо среди юниоров и молодёжи, бронзовый призёр чемпионата Болгарии по дзюдо, серебряный призёр этапа Кубка Европы по дзюдо, серебряный призёр первенств Европы по самбо среди юниоров, чемпион и призёр чемпионатов Европы и мира по боевому самбо. Выступал в тяжёлой весовой категории (свыше 100 кг). Тренировался под руководством Ангела Варбанова.

## Чемпионат Болгарии по дзюдо
- Чемпионат Болгарии по дзюдо 2011 года — .